# Dustin Boyd
Dustin Boyd (* 16. Juli 1986 in Winnipeg, Manitoba) ist ein ehemaliger kanadischer Eishockeyspieler mit kasachischer Staatsbürgerschaft, der im Verlauf seiner aktiven Karriere zwischen 2002 und 2020 unter anderem 229 Spiele für die Calgary Flames, Nashville Predators und Canadiens de Montréal in der National Hockey League (NHL) auf der Position des Centers bestritten hat. Darüber hinaus absolvierte Boyd über 500 weitere Partien in der Kontinentalen Hockey-Liga (KHL).

## Karriere

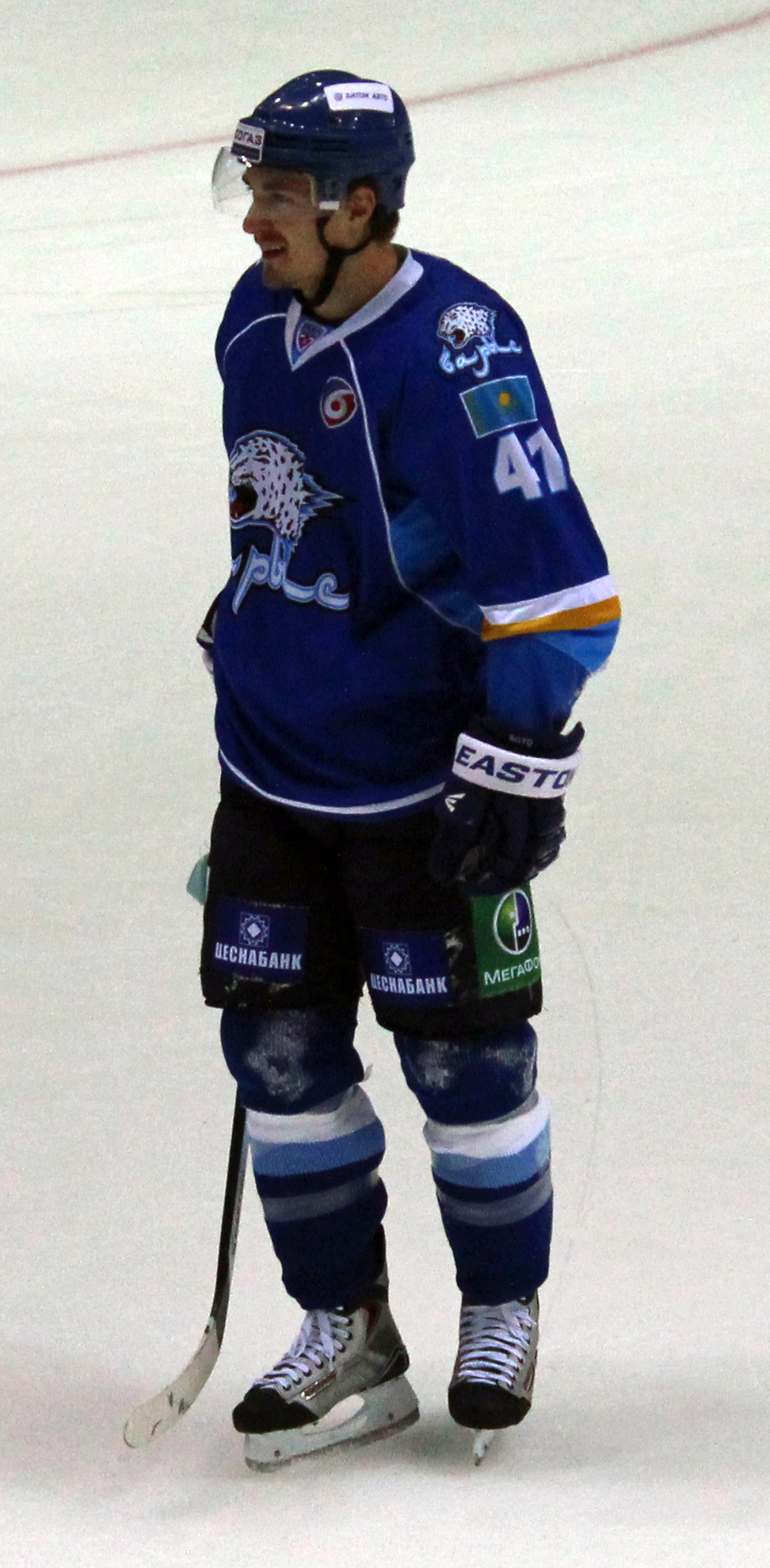
Boyd im Trikot von Barys Astana (2013)

Dustin Boyd begann seine Karriere als Eishockeyspieler im Sommer 2002 bei den Moose Jaw Warriors, die ihn beim WHL Bantam Draft 2001 mit ihrem ersten Draftpick als insgesamt zehnten Spieler ausgewählt hatten, aus der Western Hockey League (WHL), für die er insgesamt vier Jahre spielte. Der Kanadier wurde während des NHL Entry Draft 2004 an 98. Stelle in der dritten Runde von den Calgary Flames ausgewählt. Sein Debüt in der National Hockey League (NHL) für Calgary gab der Angreifer am 1. November 2006 bei einer 2:3-Auswärtsniederlage gegen die Detroit Red Wings. In der Saison 2006/07 spielte Boyd insgesamt 13-mal für die Flames und 66 Mal für ihr damaliges Farmteam aus der American Hockey League (AHL), die Omaha Ak-Sar-Ben Knights.
Sein erstes NHL-Tor erzielte Boyd am 6. Januar 2007 gegen die Dallas Stars. In der Saison 2007/08 erhielt Boyd deutlich mehr Eiszeit bei Calgary und absolvierte insgesamt 48 NHL-Partien, kam aber ansonsten bei deren neuem Farmteam, den Quad City Flames, zum Einsatz. Seit der Spielzeit 2008/09 stand Boyd ausschließlich im NHL-Kader der Flames, wurde allerdings am 3. März 2010 im Tausch gegen einen Viertrunden-Draftpick zu den Nashville Predators transferiert. Ende Mai 2011 wechselte er nach einem Jahr bei den Canadiens de Montréal bzw. den Hamilton Bulldogs gemeinsam mit Nigel Dawes in die Kontinentale Hockey-Liga (KHL) zu Barys Astana. Dort gehörte er in den folgenden Spieljahren zu den prägenden Figuren und Leistungsträgern im Team. 2016 nahm er zudem die kasachische Staatsbürgerschaft an, um für die Nationalmannschaft spielberechtigt zu sein.
Zwischen Juli 2017 und September 2018 stand er beim HK Dynamo Moskau unter Vertrag, ehe er zu Barys Astana zurückkehrte. Dort war er bis zum Sommer 2020 aktiv, ehe der 34-Jährige seine aktive Karriere beendete.

### International
Mit der kanadischen U20 gewann Boyd die Goldmedaille bei der U20-Junioren-Weltmeisterschaft 2006. Für die Herren-Auswahl der Kanadier nahm er am Deutschland Cup 2013 teil.
Nach seiner Einbürgerung spielte er für Kasachstan bei der Weltmeisterschaft 2016 in der Top-Division und den Weltmeisterschaften 2017 und 2019 in der Division IA. Außerdem vertrat er die Asiaten bei der Olympiaqualifikation für die Winterspiele 2022 in Peking, als die Kasachen in der dritten Vorqualifikation beim Heimturnier in Nur-Sultan durch eine 2:3-Niederlage gegen Polen ausschieden, obwohl Boyd den zwischenzeitlichen 0:2-Rückstand durch zwei Tore im Mitteldrittel ausgeglichen hatte.

## Erfolge und Auszeichnungen
- 2006 WHL East First All-Star Team
- 2006 Goldmedaille bei der U20-Junioren-Weltmeisterschaft
- 2007 Teilnahme am AHL All-Star Classic
- 2019 Aufstieg in die Top-Division bei der Weltmeisterschaft der Division IA

## Karrierestatistik

### International
| Vertrat Kanada bei: - U20-Junioren-Weltmeisterschaft 2006 | Vertrat Kasachstan bei: - Weltmeisterschaft 2016 - Weltmeisterschaft der Division IA 2017 - Weltmeisterschaft der Division IA 2019 - Qualifikationsturnier für die Olympischen Winterspiele 2022 |

(Legende zur Spielerstatistik: Sp oder GP = absolvierte Spiele; T oder G = erzielte Tore; V oder A = erzielte Assists; Pkt oder Pts = erzielte Scorerpunkte; SM oder PIM = erhaltene Strafminuten; +/− = Plus/Minus-Bilanz; PP = erzielte Überzahltore; SH = erzielte Unterzahltore; GW = erzielte Siegtore; 1 Play-downs/Relegation; Kursiv: Statistik nicht vollständig)